# Tsirku Glacier
Tsirku Glacier är en glaciär på gränsen mellan Alaska i USA och British Columbia i Kanada. Tsirku Glacier ligger 1 182 meter över havet.
Terrängen runt Tsirku Glacier är kuperad söderut, men norrut är den bergig. Trakten runt Tsirku Glacier är nära nog obefolkad, med mindre än två invånare per kvadratkilometer.. Det finns inga samhällen i närheten. 
Trakten runt Tsirku Glacier är permanent täckt av is och snö.